# Euclymene palermitana
Euclymene palermitana är en ringmaskart som först beskrevs av Grube 1840.  Euclymene palermitana ingår i släktet Euclymene och familjen Maldanidae. Inga underarter finns listade i Catalogue of Life.